# Temporada 1979 del Campeonato Europeo de Fórmula Dos
La temporada 1979 del Campeonato Europeo de Fórmula Dos fue la decimotercera edición de dicho campeonato.

## Calendario
| Carrera No | Circuito       | Fecha     | Vueltas | Distancia         | Tiempo     | Vel.         | Pole Position | Vuelta rápida      | Ganador       |
| ---------- | -------------- | --------- | ------- | ----------------- | ---------- | ------------ | ------------- | ------------------ | ------------- |
| 1          | Silverstone    | 25 March  | 40      | 4.719=188.76 km   | 1'01:42.52 | 183.533 km/h | Eddie Cheever | Derek Daly         | Eddie Cheever |
| 2          | Hockenheim     | 8 April   | 20+20   | 6.789=271.56 km   | 1'20:27.1  | 202.527 km/h | Marc Surer    | Stephen South      | Keke Rosberg  |
| 3          | Thruxton       | 16 April  | 55      | 3.792=208.560 km  | 1'04:10.31 | 195.001 km/h | Rad Dougall   | Marc Surer         | Rad Dougall   |
| 4          | Nürburgring    | 29 April  | 9       | 22.835=205,515 km | 1'12:46.7  | 169.431 km/h | Keke Rosberg  | Manfred Winkelhock | Marc Surer    |
| 5          | Vallelunga     | 13 May    | 65      | 3.2=208.0 km      | 1'16:34.9  | 162.963 km/h | Stephen South | Brian Henton       | Marc Surer    |
| 6          | Mugello        | 20 May    | 42      | 5.245=220.290 km  | 1'15:46.8  | 174.418 km/h | Brian Henton  | Beppe Gabbiani     | Brian Henton  |
| 7          | Pau            | 3 June    | 73      | 2.76=201.48 km    | 1'54:30.00 | 105.579 km/h | Marc Surer    | Eddie Cheever      | Eddie Cheever |
| 8          | Hockenheim     | 10 June   | 20+20   | 6.789=271.56 km   | 1'20:56.57 | 201.298 km/h | Stephen South | Alberto Colombo    | Stephen South |
| 9          | Zandvoort      | 15 July   | 50      | 4.226=211.30 km   | 1'09:37.86 | 182.074 km/h | Brian Henton  | Eddie Cheever      | Eddie Cheever |
| 10         | Pergusa-Enna   | 29 July   | 45      | 4.95=222.75 km    | 1'11:02.9  | 188.111 km/h | Brian Henton  | Stephen South      | Eje Elgh      |
| 11         | Misano         | 5 August  | 60      | 3.488=209.28 km   | 1'14:29.0  | 168.585 km/h | Brian Henton  | Brian Henton       | Brian Henton  |
| 11         | Donington Park | 19 August | 65      | 3.150=204.75 km   | 1'11:53.20 | 170.864 km/h | Derek Daly    | Derek Daly         | Derek Daly    |